# LDLC ASVEL Feminin
LDLC ASVEL Féminin (früher Lyon ASVEL féminin und Lyon Basket féminin und FC Lyon Basket féminin) ist ein französischer Basketballverein für Frauen, welcher in der höchsten französischen Spielklasse Ligue Féminine de Basketball (LFB) spielt und an europäischen Wettbewerben teilnimmt. Er ist in Villeurbanne, einem Vorort von Lyon, beheimatet und trägt seine Heimspiele im Palais des Sports de Lyon Gerland aus.

## Namensgebung
Die Groupe LDLC ist ein französisches Technologie-Unternehmen, das den Verein sponsert. Der Vereinsname ASVEL steht für Association Sportive Villeurbanne Eveil Lyonnais und ist ein Akronym aus ASV und EL, der beiden Vereine AS Villeurbanne und Éveil Lyonnais, die sich 1948 zu einem Verein zusammengeschlossen hatten. 

## Geschichte
Der Verein entstand im Jahr 2000 aus dem Zusammenschluss zweier Vereine aus Lyon: dem FC Lyon Basket féminin und der Association laïque Gerland Mouche. Ziel dieser Fusion war es, die Präsenz des FC Lyon Basket féminin unter der Elite des französischen Frauenbasketballs dauerhaft zu sichern.
In der Saison 2008/09 stieg die Mannschaft unter der Leitung des ehemaligen Nationalspielers Pierre Bressant mit 37 Siegen in 37 Spielen von der zweiten Liga in die Ligue Féminine de Basketball auf.
Am 9. März 2017 wurde der Verein nach der Hauptversammlung der Aktionäre vom damaligen NBA-Spieler Tony Parker übernommen, der Präsident des Vereins wurde und Marie-Sophie Obama als geschäftsführende Präsidentin einsetzte. Der Verein wurde am 26. Juni 2017 in Lyon ASVEL féminin umbenannt.
In der Saison 2017/18 erreichten die Löwinnen von Lyon ASVEL Féminin das Halbfinale der Meisterschaft sowie die Qualifikation für den EuroCup Women. Ein Jahr später wurde der Verein französischer Meister und sicherte sich damit einen Platz in der EuroLeague Women.
Im Oktober 2019 erweiterte die Groupe LDLC ihre Partnerschaft mit der Herrenmannschaft LDLC ASVEL auf die Frauenmannschaft, die anschließend in LDLC ASVEL féminin umbenannt wurde.
Der Verein gewann im April 2023 den EuroCup Women, den ersten europäischen Wettbewerb in seiner Geschichte und wurde damit die vierte französische Mannschaft, die diesen Wettbewerb gewann.